# Abbaye de Duiske
L’abbaye de Duiske (en irlandais : Mainistir an Dubhuisce), monument national irlandais, est un monastère cistercien du XIIIe siècle, situé à Graiguenamanagh, Comté de Kilkenny en Irlande.

## Situation

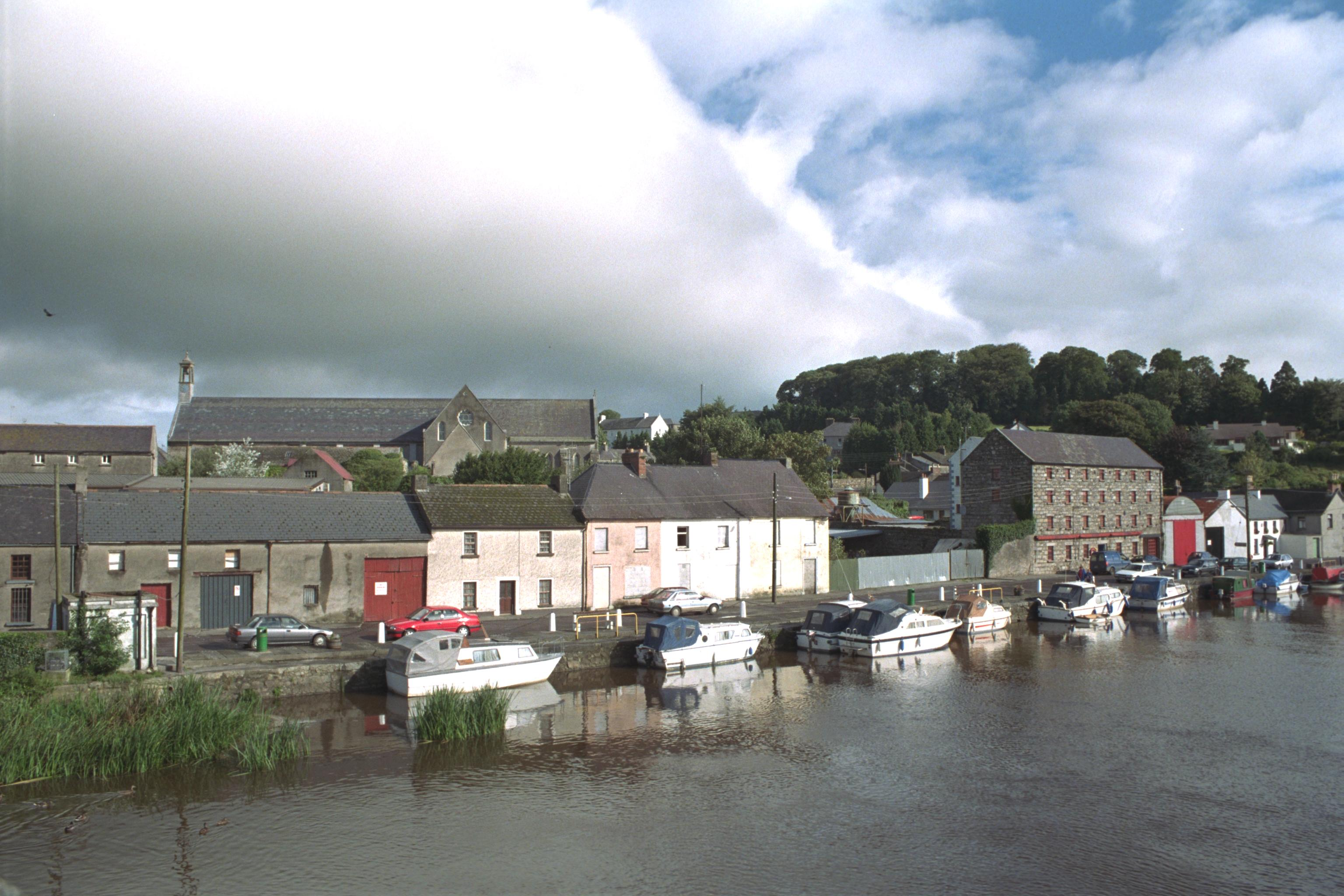
La ville de Graiguenamanach, County Kilkenny, depuis la rivière Barrow, où se trouve l'abbaye.

L'église abbatiale, restaurée dans les années 1970, est actuellement utilisée comme église paroissiale de Graiguenamanagh, elle domine le centre bourg.
Le monastère, selon l'usage des Cisterciens qui ne s'installaient qu'en des lieux très irrigués, a été implanté près du confluent de la Barrow et du Douskey (en gaélique An Dubhuisce ou Black Water) ; c'était le plus vaste des monastères cisterciens d'Irlande, et sans doute le plus ancien.
La plupart des bâtiments étaient faits avec des roches calcaires jaunes sans doute apportées là depuis les carrières de Dundry, près de Bristol, ce qui supposait de leur faire traverser la mer d'Irlande.
Dans la restauration de l'église abbatiale, ont été incorporées des pièces de carrelage des bâtiments originaux, ainsi que certaines pierres ornées ou sculptées, et des fenêtres en lancette.
Une effigie d'un chevalier normand du XIIIe siècle trouvée dans les ruines a été installée dans l'entrée principale. Il est représenté dans l'acte de saisir son épée, et les détails en sont particulièrement soignés.
Dans l'aile nord, une maquette du monastère montre l'état des bâtiments au XIVe. Des explications ont été mises en place pour les visiteurs en divers points de l'abbaye.
À côté de l'abbaye, un centre culturel expose de l'art chrétien contemporain, ainsi que quelques objets locaux historiques.
Des concerts sont donnés dans l'abbatiale.

## Origine et histoire

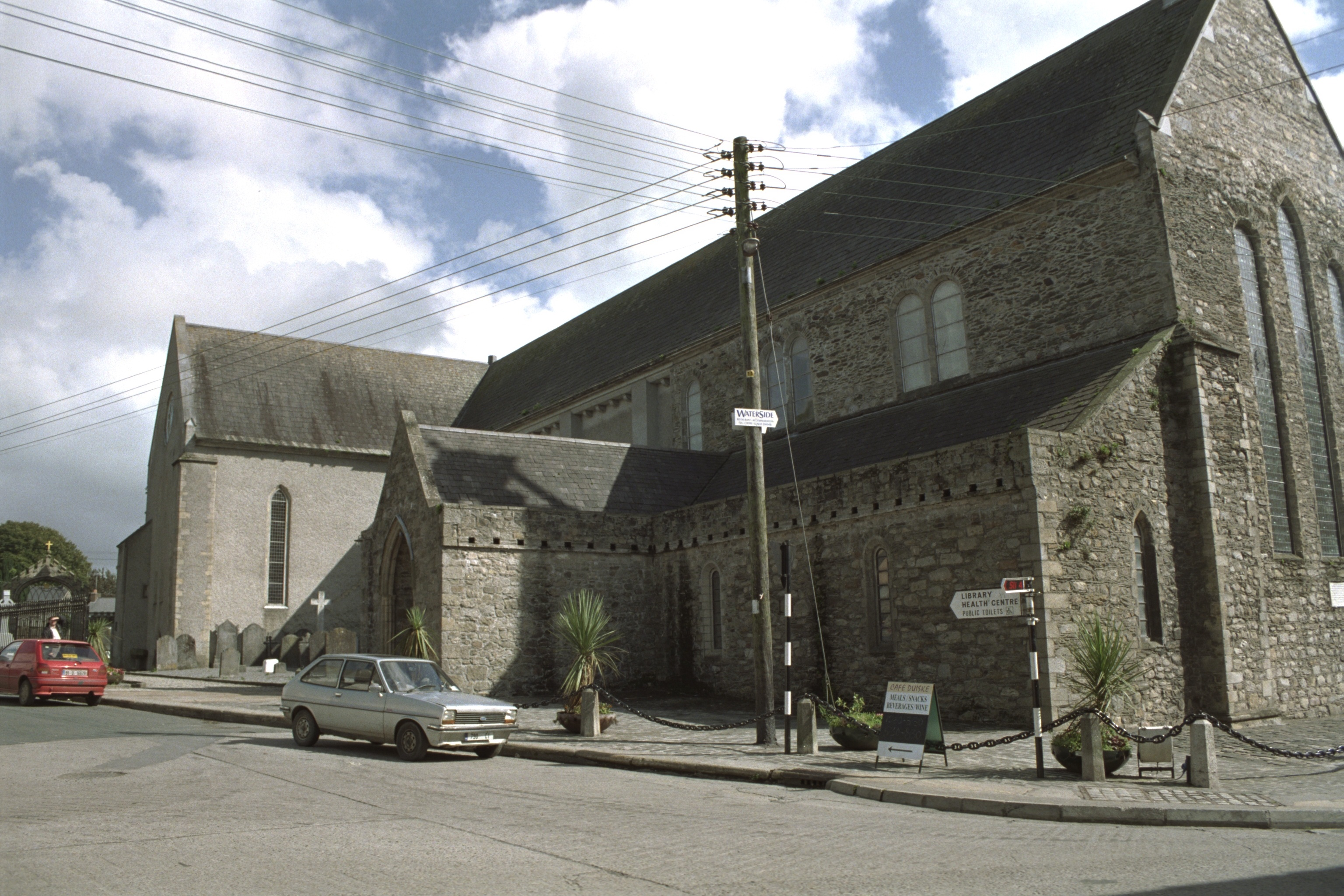
Abbaye de Duiske vue de Abbey Street.

Elle est fondée en 1204 par Guillaume le Maréchal, comte de Pembroke, qui y installe des moines de Stanley en Wiltshire. La consécration de l'abbatiale se fait en 1207.
En 1228 la communauté religieuse compte 36 moines et 50 frères laïcs, d'une importance égale à celle de l'abbaye de Mellifont. L'abbé de Duiske a alors son siège de pair au parlement.
L'abbaye est supprimée sous Henry VIII en 1536 et le dernier abbé Charles O’Cavanagh démissionne. Des moines semblent continuer de l'occuper, mais elle tombe en ruine, d'autant que les terres qui lui appartenaient ont été attribuées à James Butler de Duiske en 1576.
L'abbaye continua d'être utilisée comme lieu de culte. L’Église d'Irlande répara le toit de la partie ouest après la chute de la tour dans la nef en 1744.
En 1812, l'église fut rendue à la communauté catholique romaine ; une restauration de l'église eut lieu dans les années 1970 et s'acheva dans les années 1980.